# Katihar (Distrikt)
Der Distrikt Katihar (Hindi कटिहार जिला, Urdu کٹیہار ضلع) ist ein Distrikt im indischen Bundesstaat Bihar. Sitz der Verwaltung ist die Stadt Katihar.

## Geographie

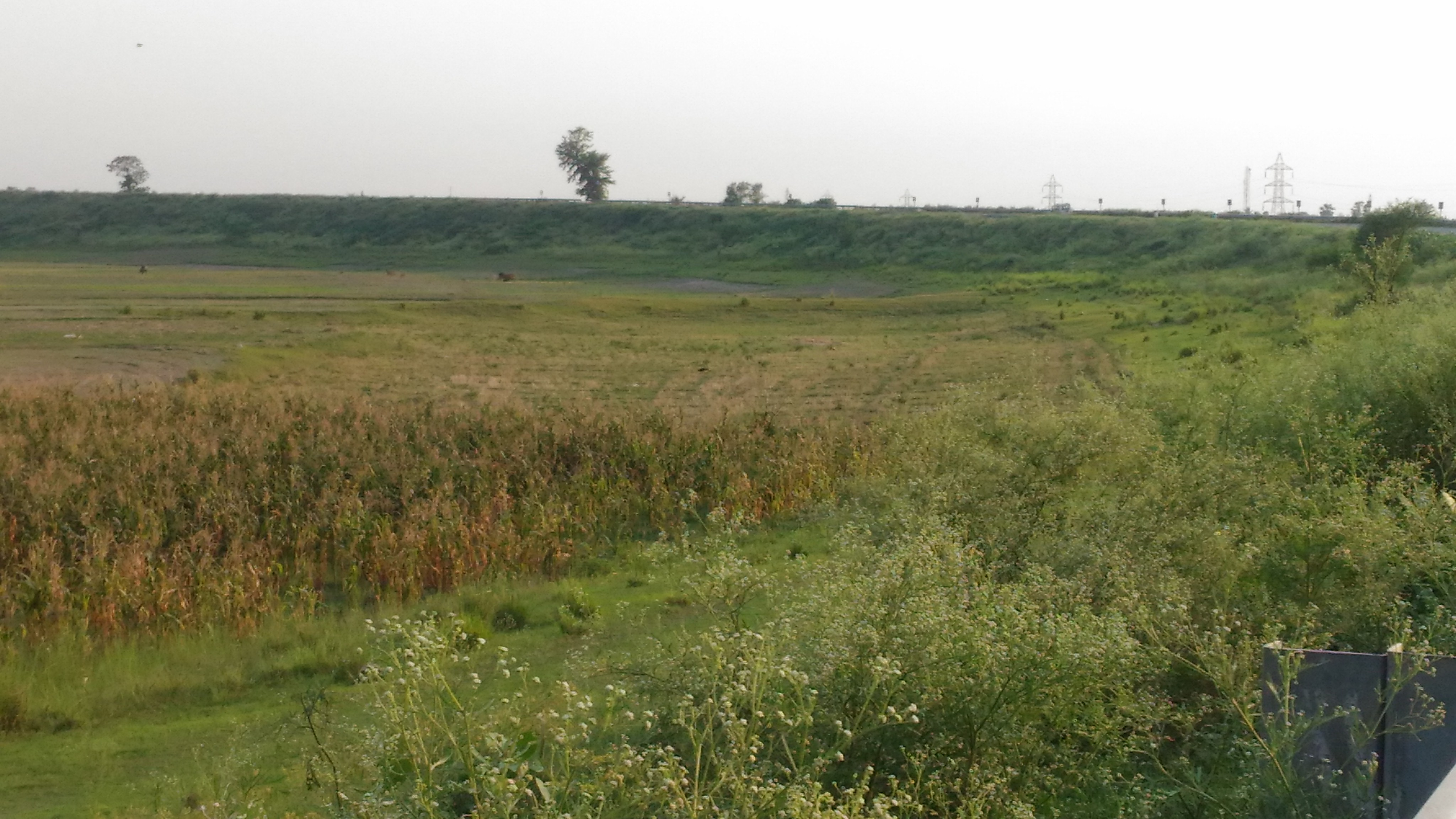
Landschaftsimpression aus Katihar

Katihar liegt im Osten Bihars an der Grenze zum benachbarten Bundesstaat Westbengalen. Die südliche Distriktgrenze wird vom Ganges gebildet. Ganz im Westen des Distrikts beim Ort Muradpur mündet der Fluss Kosi in den Ganges. Topografisch entspricht der Distrikt einer flachen Schwemmebene. Als Folge der dichten Besiedlung und intensiven landwirtschaftlichen Nutzung ist der ursprüngliche Waldbestand weitgehend verschwunden. Im Jahr 2019 waren 62 ha (etwa 2 % der Fläche) mit Wald bedeckt. Die angrenzenden Distrikte in Bihar sind Purnia im Norden und Westen, sowie Bhagalpur im Süden.

## Geschichte
Katihar wurde am 2. Oktober 1972 zu einem Distrikt, als es vom Distrikt Purnia getrennt wurde. Der Distrikt Purnia wiederum war zur britischen Kolonialzeit im Jahr 1813 gebildet worden, nachdem die Gegend 1770 unter die Herrschaft der Britischen Ostindien-Kompanie gekommen war.

## Bevölkerung
Die Einwohnerzahl lag bei der Volkszählung bei 3.071.029. Die Bevölkerungswachstumsrate im Zeitraum von 2001 bis 2011 betrug 28,35 % und war damit sehr hoch. Das Geschlechterverhältnis war mit 919 Frauen pro 1000 Männer unausgeglichen. Die Alphabetisierungsrate lag bei 52,24 %, was eine Steigerung um knapp 17 Prozentpunkte gegenüber dem Jahr 2001 bedeutete. Die Lesefähigkeit lag damit allerdings weiterhin deutlich unter dem nationalen Durchschnitt. Knapp 55 % der Bevölkerung waren Hindus und etwa 45 % Muslime.
Lediglich 8,9 % der Bevölkerung lebten in Städten. Die größte Stadt war Katihar mit 226.261 Einwohnern.

## Wirtschaft
Der Distrikt ist agrarisch strukturiert. Die wenigen industriellen Betriebe befassen sich mit der Verarbeitung landwirtschaftlicher Produkte. Hauptsächlich produziert werden Mais, Weizen, Bananen, Reis und verschiedene Gemüse. Ein Spezialprodukt sind Makhana (Stachelseerosensamen).